# Maritime Futsal Augusta
L'Associazione Sportiva Dilettantistica Maritime Futsal Augusta è una squadra italiana di calcio a 5, con sede ad Augusta.

## Storia
Nell'estate 2016 la società cambia la propria denominazione da ASD Villa Passanisi ad ASD Maritime Futsal Augusta. Il mercato vede l'acquisto di vari giocatori con esperienze in massima serie, come Éverton, Zanchetta, Follador e Dalcin (ai quali si aggiungerà a dicembre la sorpresa della Serie A in corso Pedro Guedes). Il 19 marzo 2017 i megaresi vincono, davanti al proprio pubblico, la Coppa Italia di Serie B sconfiggendo in finale il Barletta (5-1). Sei giorni dopo invece, con la vittoria per 21-1 sul Sant'Isidoro Bagheria, arriva la prima storica promozione in Serie A2.
Anche nell'estate 2017 i biancoblù si rendono protagonisti nel mercato, acquistando svariati giocatori provenienti dalla massima serie appena conclusasi (Mancuso, Chimanguinho, Crema, Putano e José Ruiz). La stagione non delude le attese;  nella primavera 2017 arrivano infatti sia la promozione in Serie A (dopo aver disputato un girone B di A2 da record, con 18 vittorie in altrettante gare), sia la vittoria, ancora una volta al PalaJonio, della Coppa Italia di categoria.

## Cronistoria
| Cronistoria del Maritime Futsal Augusta |
| --- |
| - 1996 · Fondazione del Villa Passanisi C5 Brucoli. - 1996-98 · Campionati regionali. - 1998-99 · 8ª in Serie C1 Sicilia. - 1999-00 · Campionati regionali. - 2000-02 · Campionati regionali. - 2002-11 · Inattiva. - 2011-12 · Disputa il campionato provinciale di Serie D. - 2012-13 · Disputa il campionato provinciale di Serie D. Promossa in Serie C2. - 2013-14 · 2ª nel girone D di Serie C2 Sicilia. Ripescata in Serie C1. - 2014-15 · 3ª in Serie C1 Sicilia. Ripescata in Serie B. Semifinalista play-off promozione. Vince la Coppa Italia regionale (1º titolo). - 2015-16 · 6ª nel girone G di Serie B. - 2016 · Assume la denominazione Maritime Futsal Augusta. - 2016-17 · 1ª nel girone G di Serie B. Promossa in Serie A2. Vince la Coppa Italia di Serie B (1º titolo). - 2017-18 · 1ª nel girone B di Serie A2. Promossa in Serie A. Vince la Coppa Italia di Serie A2 (1º titolo). Semifinalista di Coppa della Divisione. - 2018-19 · 8ª in Serie A. Quarti di finale play-off scudetto. Turno preliminare di Coppa Italia. Ottavi di finale di Coppa della Divisione. - 2019-20 · Attiva nel settore giovanile e scolastico. |

## Partecipazione ai campionati nazionali
| Livello | Categoria | Partecipazioni | Debutto   | Ultima stagione |
| ------- | --------- | -------------- | --------- | --------------- |
| 1º      | Serie A   | 1              | 2018-2019 | 2018-2019       |
| 2º      | Serie A2  | 1              | 2017-2018 | 2017-2018       |
| 3º      | Serie B   | 2              | 2015-2016 | 2016-2017       |

## Palmarès

### Competizioni nazionali
- Campionato di Serie A2: 1

2017-2018 (girone B)
- Coppa Italia di Serie A2: 1

2017-2018
- Campionato di Serie B: 1

2016-2017 (girone G)
- Coppa Italia di Serie B: 1

2016-2017

### Competizioni giovanili
- Campionato italiano Under-19: 1

2017-2018
- Coppa Italia Under-19: 1

2017-2018